# Voie sacrée (Meuse)
Voie sacrée nationale
Pour les articles homonymes, voir Voie sacrée.

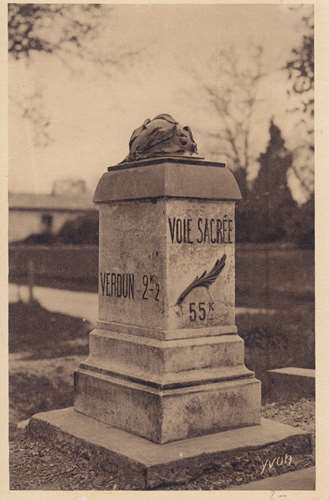
Borne indiquant la Voie sacrée.

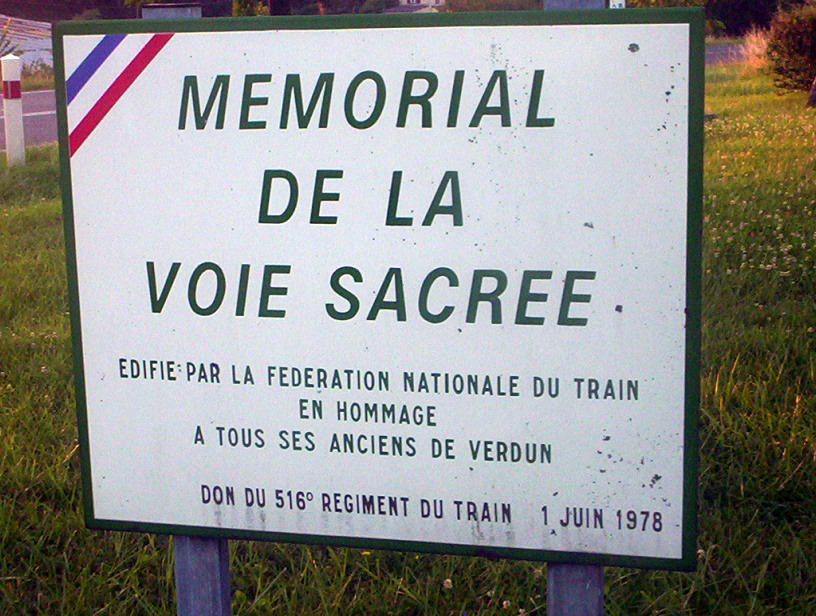
Panneau indiquant la Voie sacrée.

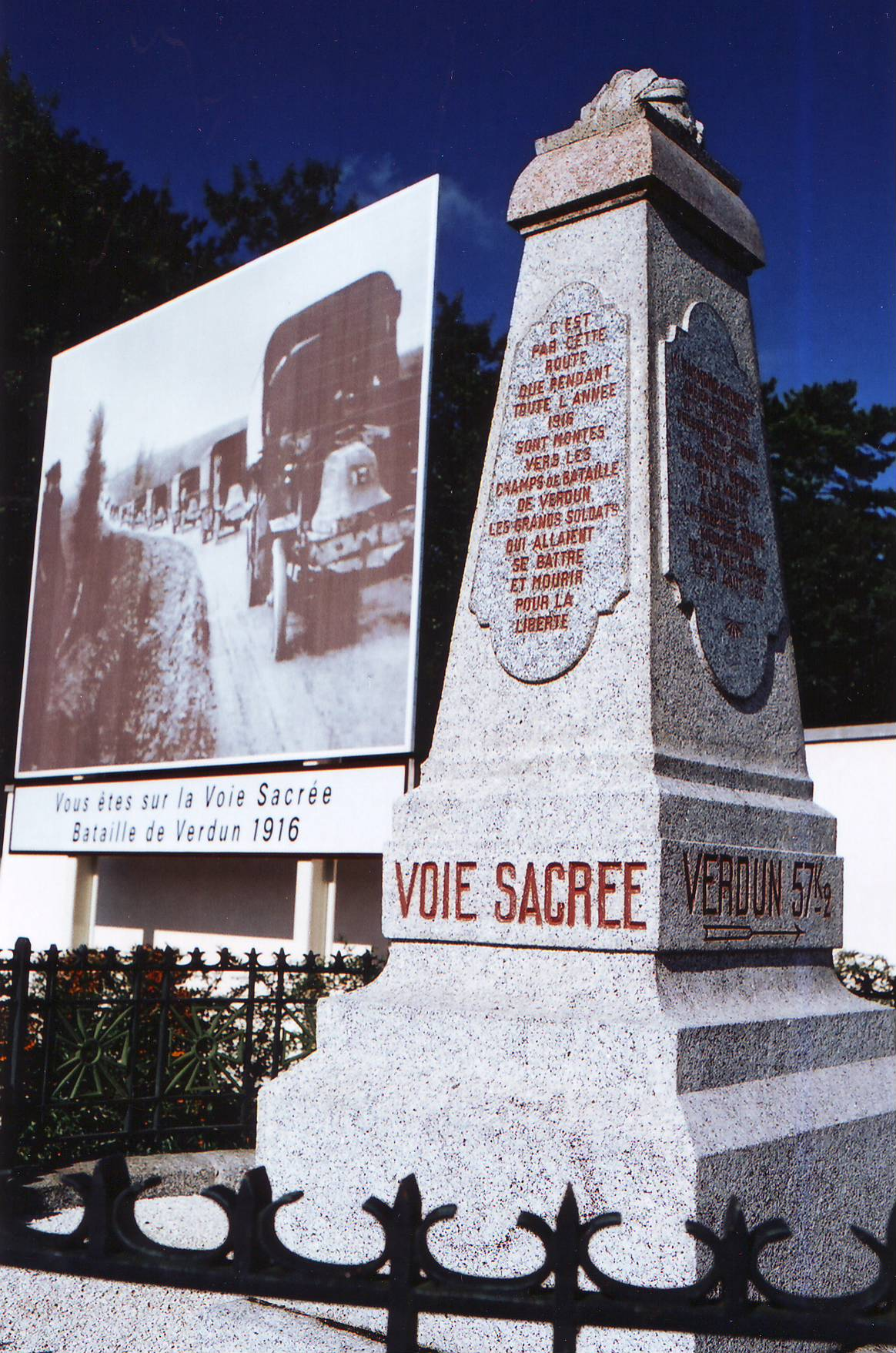
La borne no 1 marquant le départ de la Voie Sacrée à Bar le Duc.

La Voie sacrée ou Voie sacrée nationale est une route stratégique historique française qui relie Bar-le-Duc à Verdun, numérotée RD 1916. Elle fut l'artère principale de la bataille de Verdun.
Désignée simplement comme la route, la départementale reliant Bar-le-Duc à Verdun était l'artère logistique vitale de la place de Verdun. Elle fut baptisée la « Voie sacrée » par l'écrivain Maurice Barrès, en référence à l'antique Via Sacra romaine menant au triomphe.
Cette voie dut être entretenue en permanence, car les camions de transport de matériel et de troupes y défilèrent sans arrêt au rythme d'un véhicule toutes les quatorze secondes en moyenne. Durant l'été 1916, 90 000 hommes et 50 000 tonnes de munitions, de ravitaillement et de matériel l'empruntaient chaque semaine pour alimenter la fournaise de Verdun. Si un véhicule tombait en panne, il était immédiatement poussé dans le fossé pour ne pas gêner la circulation. Des carrières étaient creusées tout le long de la route et des soldats jetaient en permanence des cailloux sous les roues des camions pour boucher les ornières.
Plusieurs escadrilles de chasseurs, parmi les meilleures que comptait l'aviation française, étaient chargées de sa protection contre les attaques aériennes ennemies, à l'exclusion de toute autre mission.
Cette route était vitale pour la bataille. Le capitaine Doumenc, concepteur du système de la noria, l'avait d'emblée compris, ainsi que le général Pétain, qui l'a utilisée pour organiser la noria des troupes. Tous les régiments de l’armée française sont venus combattre à Verdun. Philippe Pétain avait voulu une rotation rapide des régiments au front pour toujours opposer aux Allemands des troupes les plus fraîches possibles. Cette route était d'autant plus importante que pratiquement toutes les voies ferrées du secteur étaient aux mains des Allemands, ou sous le feu permanent de leur artillerie.
L'historiographie traditionnelle française de la Première Guerre mondiale a suscité un ensemble de mythologies nationales, comme celle de la bataille de Verdun et de la Voie sacrée mais a oublié que cette voie n’était qu’un cas parmi d’autres. De nos jours, elle est matérialisée par des bornes casquées portant l'inscription N VS (Nationale Voie sacrée). Jusqu'en 2006, elle était administrativement nommée RN 35. Depuis le déclassement de la majorité des routes nationales aux départements en janvier 2006, la route est rebaptisée RD 1916 en référence à l'année 1916, année de la bataille de Verdun,.

## Le transport militaire avant la bataille
Le début du XXe siècle est une période de croissance industrielle et de progrès technique rapide. Les véhicules automobiles, qu'il s'agisse de voitures ou de camions, sont construits à un rythme rapide et si l'armée est encore essentiellement hippomobile au début du conflit, les militaires ont compris le rôle crucial que va jouer le transport motorisé dans cette guerre.
En août 1914, l'armée française ne compte que 170 véhicules automobiles, la réquisition devant fournir les autres véhicules nécessaires.
La première expérience rationnelle de l'emploi des automobiles date des 1er et 2 septembre 1914, lorsqu'il faut évacuer Reims en raison de l'avance allemande. La mise sur pied d'une telle évacuation est accomplie par le capitaine Doumenc (officier d'état-major), qui met ensuite son expérience à profit pour en dégager une doctrine qui remporte vite l'adhésion du grand quartier général et qui lui vaudra d'être félicité par Pétain le 19 mars 1916 comme « officier d'une valeur exceptionnelle » puis promu commandant le 29 juin 1916.
Cette doctrine repose sur deux piliers : un grand nombre de véhicules (pour la « noria ») et des routes correctes. L'entretien des routes est du seul ressort de l'État ou de l'armée. Pour ce qui est des véhicules, tout dépend de la production. La France a très rapidement mis son économie sur le pied de guerre et la production des camions a fortement augmenté ; mais ce n'est pas suffisant et des importations massives ont lieu, en provenance d'Italie et des États-Unis.
Doumenc imagine la création d'une réserve automobile stratégique mise à la disposition du commandant en chef. Elle est organisée en sections de 25 véhicules réunies en groupes de quatre sections (plus un atelier de réparation), eux-mêmes formant des groupements de cinq ou six groupes. Ainsi, un groupement de 600 camions peut enlever en une seule fois une brigade d'infanterie.
Le 1er groupement est créé en avril 1915. Il est vite suivi par d'autres, et à la fin de l'année 1915, il en existe cinq, et treize en 1916.

## La situation stratégique et logistique
Verdun étant situé au fond d'un saillant formé en 1914, la région fortifiée n'est pas aisée d'accès, car les principales lignes de communication qui y mènent sont coupées.
Avec le début de la bataille du 21 février 1916, la situation devient vite critique, aussi bien pour le ravitaillement que pour la relève des troupes ou l'évacuation des blessés.
Pétain résume la situation dans son livre sur la bataille de Verdun. Voici les premières lignes de son chapitre sur le problème des voies de communications :
« Vers le carrefour Regret-Verdun, base avancée des approvisionnements de l'armée, quatre voies arrivaient de l'arrière :
- le chemin de fer venant de Commercy et descendant la Meuse, inutilisable parce que passant à Saint-Mihiel dans les lignes de l'ennemi ;
- le chemin de fer de Sainte-Menehould et Clermont-en-Argonne, souvent coupé par les obus à hauteur d'Aubréville et par lequel on ne pouvait amener qu'une partie du matériel du génie ;
- le petit chemin de fer à voie étroite, dit Meusien ou Varinot qui servait au transport des vivres et d'une partie du matériel ;
- la route départementale de Bar-le-Duc, sur laquelle circulaient sans interruption les convois automobiles conduisant à la bataille les troupes et les munitions. »

Ainsi, sur quatre voies d'accès, deux sont coupées ou sous le feu de l'ennemi. Seul le Varinot pouvait assurer un transport durable mais en capacité limitée car cette voie ferrée métrique nécessitait un transbordement à Revigny-sur-Ornains ou Bar-le-Duc (avec 10 000 tonnes et 73 500 hommes transportés en juin 1916) ; le Varinot sera ainsi surtout utilisé pour le rapatriement des blessés.
Le point d'arrivée du Varinot et de la route était situé sur la commune de Nixéville au lieu appelé Moulin Brûlé. Les derniers huit kilomètres reliant Moulin Brûlé à Verdun étaient sous le feu de l'artillerie allemande.

## La situation à la veille de la bataille
En ce qui concerne les voies ferrées, Verdun est, comme l'a écrit Pétain, en fâcheuse posture. Au sud, le Meusien est hors de portée des Allemands, mais son trafic est réduit. La ligne la plus importante est celle de Sainte-Menehould à Verdun. Mais, comme le note l'histoire officielle des armées françaises, elle est à portée du canon ennemi qui la coupe fréquemment, notamment vers Aubréville ; une dérivation a été établie en ce point, mais pas plus que la voie principale, elle n'échappe au feu adverse. Il en est de même de la voie de 60, établie en avril 1915, qui la double entre Clermont-en-Argonne et Dombasle-en-Argonne. En cas d'opérations actives, il est à craindre que les ruptures de la voie normale soient plus graves et que la circulation soit interrompue. Ainsi le général de Langle a-t-il demandé personnel et matériel nécessaire aux réparations et insisté pour que des mesures fussent prises en vue d'augmenter le rendement du Meusien. Ce rendement, initialement très faible, s'est accru à la suite de nombreux travaux (garages, doublement entre Sommaisnes et Beauzée sur Aire) entrepris depuis octobre 1915 ; faute d'un personnel suffisant et surtout de matériel roulant, il n'atteint pas encore au 20 février les 1 800 tonnes escomptées. Jusqu'au 20 février, le ravitaillement peut être assuré par la voie Sainte-Menehould, Verdun, le Meusien n'étant utilisé que pour une partie des unités en réserve dans la région de Beauzée sur Aire et Souilly. Vivres, munitions, matériel du génie sont transportés sur le front au moyen des corps[pas clair] et du réseau de 60 de l'ancienne place de Verdun étendu et ramifié vers l'avant.
Transporter vivres et munitions est une chose, mais il fallait assurer le transport des grandes unités appelées au front.
En raison des menaces pesant sur Verdun à partir du mois de janvier 1916, le groupe d'armées du centre demande au général Joffre de prendre des dispositions spéciales. Joffre y répond favorablement le 29 janvier, et avise le GA centre « qu'il pourrait disposer éventuellement de la réserve de transport automobile "Rigoudias" dans la région de Châlons-sur-Marne et de l'ancien service automobile de la 2e armée, stationné dans la région de Vitry-le-François ; ces moyens pouvaient permettre de transporter la valeur de quatre divisions d'infanterie ».

## La création de la Commission régulatrice de transport

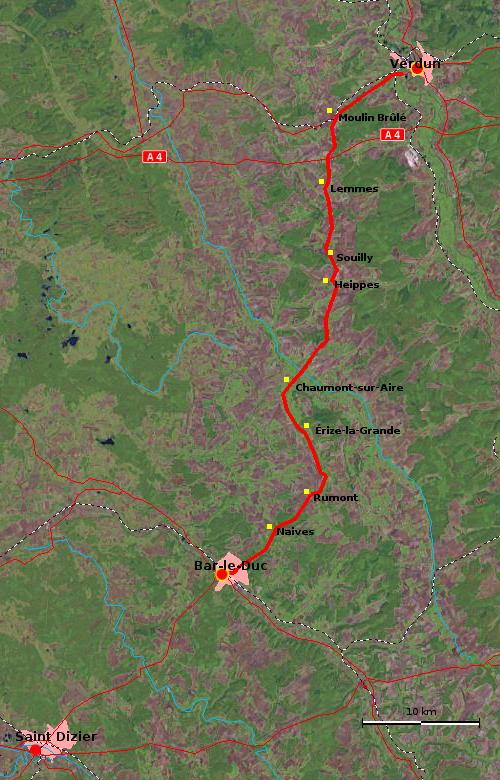
Carte de la Voie Sacrée

Le 19 février 1916, alors que l'offensive allemande est imminente et que l'état-major français en est bien persuadé, une séance très importante se tient à Bar-le-Duc. Le capitaine Doumenc, qui représente le service automobile, est chargé de mettre en place un organisme chargé des transports en direction de Verdun. Le lendemain est créée la Commission régulatrice automobile, qui doit acheminer 2 000 tonnes par jour à destination de Verdun, en même temps que 15 000  à   20 000 hommes. Les Français prennent donc des mesures vitales avant même le déclenchement de l'offensive allemande. Contrairement à ce qui a pu être retenu du discours de certains historiens, la bataille de Verdun ne se résume pas à une lutte entre la guerre industrielle des Allemands et les poitrines des Français. C'est bien l'organisation scientifique et industrielle de l'effort de guerre français qui va permettre d'arrêter les Allemands.
La Commission régulatrice automobile s'attache à la route départementale de Bar-le-Duc à Verdun, que Maurice Barrès appellera bientôt la Voie sacrée, terme grandiloquent mais qui a le mérite d'insister sur son rôle primordial dans la défense de Verdun et sur le sacrifice des hommes qui y sont passés.
Seuls les véhicules automobiles ont accès à cette route. Pour éviter tout embouteillage, tout véhicule en panne non remorquable est aussitôt poussé dans le fossé. Sur le modèle de ce qui se fait dans les chemins de fer, la route est divisée en six cantons placés sous le contrôle d'un service de surveillance. À la tête de chaque canton, un officier responsable de la circulation dispose d'un personnel de prévôté. À chaque croisement, un service de pilotage fait passer les colonnes d'infanterie ou hippomobiles dans les intervalles des convois automobiles, selon les besoins.
La Commission régulatrice automobile ne s'occupe ni de l'artillerie, ni des convois hippomobiles, ni même des vivres, dont le transport se fait essentiellement par le « Meusien ». En revanche, le service automobile doit acheminer tout le reste à Verdun : infanterie, munitions et matériel divers. Tout ceci arrive dans la région de Bar-le-Duc et notamment à la gare de Baudonvilliers par chemin de fer. Le chef-lieu de la Meuse sert de point de départ à la Voie sacrée, qui chemine alors sur 75 kilomètres jusqu'au carrefour du Moulin brûlé. La route est sinueuse et son empierrement laisse à désirer, mais sa largeur a été portée à sept mètres en 1915. La Commission régulatrice est prête à fonctionner le 22 février, c’est-à-dire avant l'arrivée du général Pétain à Souilly. Elle est commandée par le commandant Girard. Est-ce à dire que Pétain n'a rien à voir avec son fonctionnement ? Non, car si tout fonctionne bien jusqu'au 28 février, un événement météorologique remet tout en cause à cette date.

## L'entretien de la route
Pétain décrit ainsi dans son livre La Bataille de Verdun les problèmes rencontrés à partir du 28 février 1916 :
« Lorsque, le 28 février, commença le dégel, la route devint subitement impraticable, il fallait trouver sans délai un procédé de remise en état, question de vie ou de mort de la 2e armée. Comme nous ne pouvions pas rechercher des matériaux au loin, ce qui eût exigé trop de temps et aggravé le problème des transports, je fis ouvrir entre Bar-le-Duc et Verdun un grand nombre de carrières de pierres tendres du pays, des équipes de civils et de territoriaux les exploitèrent aussitôt. D'autres équipes, réparties dans les six cantons, jetaient inlassablement sur la chaussée les matériaux arrivant des carrières, la file de camions faisait office de rouleaux compresseur ».
Le général Serrigny en dit un peu plus long dans ses mémoires :
« De son côté Barescut (chef d'état-major de la 2e armée) étudiant l'arrière s'aperçut bien vite que le sort de la bataille allait dépendre entièrement du débit qu'on pourrait obtenir de la route de Bar-le-Duc, le chemin de fer à voie étroite n'était susceptible en effet que d'un trafic très réduit. Celui de la route était déjà formidable le 26, les convois montants ou descendants se succédaient presque sans interruption et il fallait prévoir pour les jours suivants une intensification encore plus grande de ces mouvements »
Le problème est posé, reste à trouver la solution. Le plus délicat est de trouver un moyen de réparer la chaussée sans jamais interrompre la circulation. Le remède est fourni par le commandant Richard, chef du service des routes :
« Richard, qui était en temps de paix un brillant ingénieur des Ponts et Chaussée, chercha une solution qui n'était certes pas commode à trouver. Il était doué heureusement d'un esprit observateur et inventif. En étudiant la question sur place il s'aperçut que si l'on creusait le sol des champs avoisinant la route de quelques centimètres seulement on trouverait des cailloux calcaires, insuffisants pour un empierrement normal, mais susceptibles cependant d'assurer temporairement à la chaussée la résistance nécessaire. On avait ainsi la matière, mais comment l'utiliser ? On ne possédait aucun rouleau, en eût-on à sa disposition qu'il eût fallu renoncer à les employer étant donné l'impossibilité ou l'on se trouvait d'arrêter la circulation. Richard proposa alors d'échelonner tout le long de la route des équipes de territoriaux armés de pelles et appelés à jeter continuellement ces graviers sur la chaussée, les automobiles devaient se charger de les transformer en ballast. C'est ainsi que pendant des semaines et des mois, des milliers d'hommes espacés de quelques mètres seulement lancèrent jour et nuit des pelletées de pierres sans jamais se lasser et maintinrent finalement la Voie Sacrée en état. Si la bataille de Verdun s'est terminée à notre avantage c'est donc avant tout grâce à l'ingéniosité du commandant Richard concernant la logistique. »

## Les véhicules mis à l'épreuve
La solution du commandant Richard permet de maintenir la route praticable en permanence, ce qui est essentiel, mais le matériau utilisé est vraiment de piètre qualité. Commentaire du général Pétain :
« Mais nous dûmes faire face à une autre crise, car les bandages des roues des camions se déchiquetaient sur les pierres insuffisamment écrasées et les moteurs fatiguaient terriblement. La direction des transports fit preuve d'un zèle et d'une ingéniosité remarquables: les parcs automobiles de Bar-le-Duc et de Troyes améliorèrent rapidement leur outillage; les presses hydrauliques à bandages caoutchouté fonctionnèrent nuit et jour; on réussit à improviser la fabrication des pièces de rechange; on mit sur pied des sections de dépannage, et les camions purent continuer à se suivre sur la route, à un débit qui atteignit la moyenne d'une voiture par 14 secondes ».

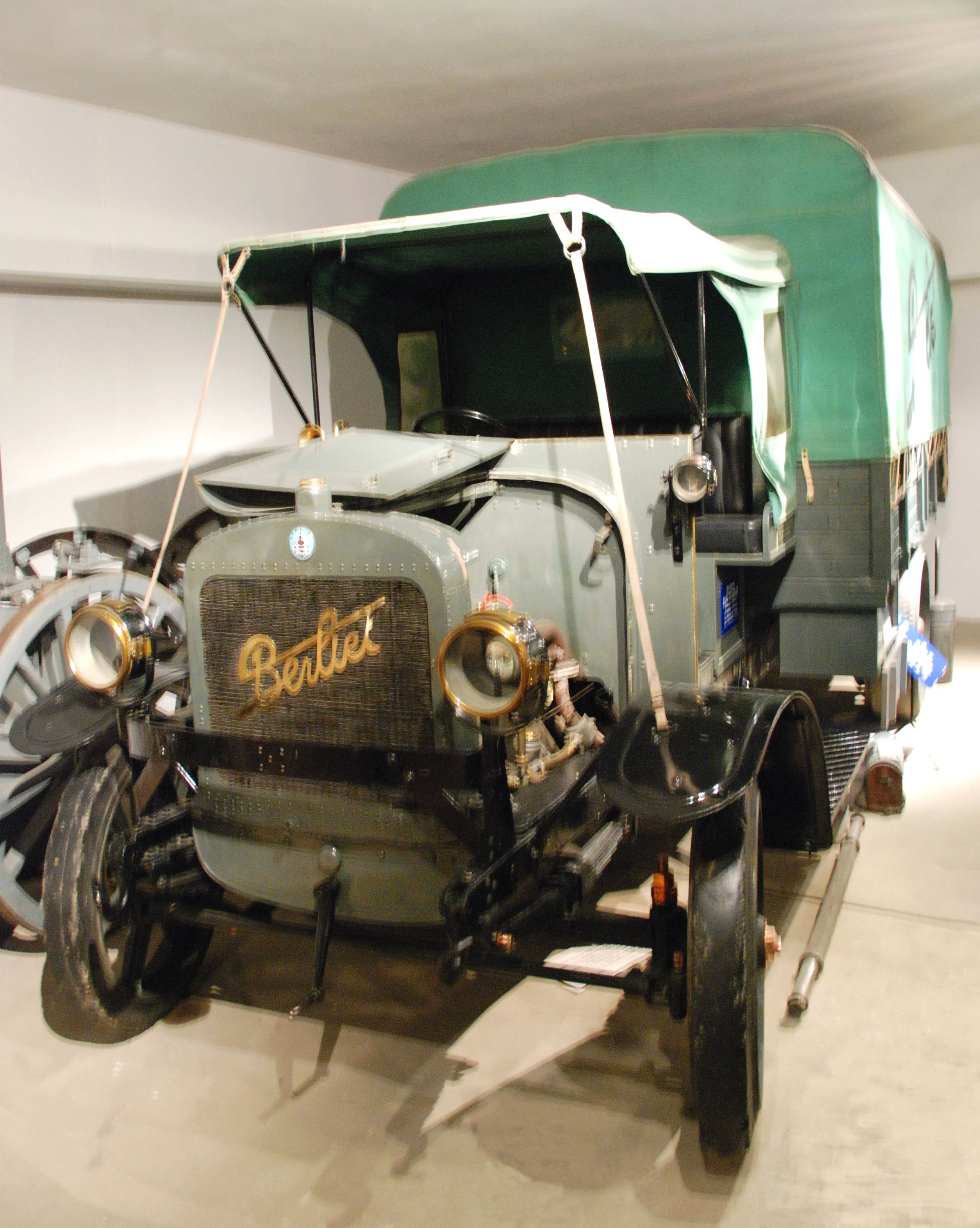
Camion Berliet CBA au Mémorial de Verdun.

Ce rythme soutenu est possible uniquement grâce à la quantité des camions disponibles. Dès le 29 février, la commission régulatrice dispose dans le secteur de 3 000 camions environ, sans compter les autobus parisiens de transport de viande fraîche et les sanitaires. Au plus fort de la bataille, plus de 8 000 véhicules circulent sur la Voie Sacrée. Ils représentent un bel assortiment de tout ce qui se fait en matière de camions, en France comme à l'étranger.
Voici les marques rencontrées entre Bar-le-Duc et Verdun: Ariès, Barron-Vialle, Berliet, Cottin-Desgouttes, Delaunay-Belleville, De Dion Bouton, La Buire, Latil, Lorraine, Luc Court, Packard, Panhard, Peugeot, Pierce-Arrow, Renault, Rochet-Schneider, Saurer, Schneider, Vermorel, White[réf. nécessaire].
L'importance de la bataille de Verdun est bien illustrée par la quantité de véhicules requis pour l'entretien de l'armée française dans son combat singulier contre l'armée allemande : au plus fort de la bataille, la C.R.A dispose de 24 groupes de transport de personnel et de 28 groupes de matériel, ce qui représente le quart de l'effectif du service automobile de l'époque.

## La vie sur la route
Les conditions de vie des chauffeurs ne sont pas idéales. Au début, les chauffeurs doivent tenir au volant 18 heures par jour et prennent seulement quelques heures de sommeil dans le fond de leur camion. Ce rythme infernal peut durer jusqu'à 10 jours d'affilée.
Une discipline de conduite très stricte est imposée par la prévoté. Il est interdit aux camions de circuler autrement qu'en groupes ou en convois régulièrement constitués. Personne n'a le droit de doubler, à part les véhicules sanitaires et les voitures de tourisme, c'est-à-dire celles d'état-major. Il est bien sûr interdit de doubler dans les villages. Des vitesses maximales sont imposées : les camionnettes sont les plus rapides, elles peuvent rouler à 25 km/h. Pour les camions, la vitesse limite est de 15 km/h. Les tracteurs d'artillerie lourde sont limités à 4 km/h, ou 8 km/h s'ils sont à vide. Il n'est pas inutile de rappeler que la Voie Sacrée est une voie à double sens, d'une largeur de sept mètres dans ses meilleurs endroits.
Dans les zones autorisées, c'est-à-dire loin du front, l'éclairage nocturne se fait par lanternes, des fanaux ou des phares blancs. Ailleurs, il faut avoir recours à des feux bleus, moins visibles.
Il est strictement interdit de s'arrêter sans motif grave. Et comme nous l'avons vu, les véhicules en panne ne pouvant être remorqués sont jetés sur les bas-côtés. Les groupes de camions ont leur insignes propres. On trouve ainsi le cygne, le trèfle, le coq, etc.
Les autres moyens de transports, convois hippomobiles et fantassins passent sur deux autres routes, plus étroites et sinueuses, qui sont parallèles à la Voie Sacrée, à l'est et à l'ouest.[réf. nécessaire]

## Le bilan
Qu'une seule et unique route, seulement empierrée et avec des pierres de mauvaise qualité, ait pu transporter tant d'hommes et de matériel tient littéralement du miracle. Les chiffres donnent le vertige. Ainsi, entre le 22 février et le 4 mars, soit pendant les deux premières semaines d'existence de la commission régulatrice, pas moins de 132 bataillons sont transportés sur la Voie Sacrée, de même que 20 700 tonnes de munitions et 1 300 tonnes de vivres. En mars, alors que le général Pétain réussit à établir « l'assiette » de la 2e armée, on compte jusqu'à 6 000 passages de camions par jour, soit un toutes les 14 secondes comme l'a écrit Pétain, mais comme il s'agit d'une moyenne, ce chiffre atteint un véhicule par cinq secondes.
Selon Gérard Canini, « le commandant Girard était assisté (outre le capitaine Doumenc) de 19 officiers et 250 sous-officiers et soldats. Pendant la bataille de Verdun, les 51 groupes (près de 9 000 véhicules, dont 6 000 roulaient sans cesse le long de cette noria) transportèrent par semaine 90 000 hommes, 50 000 tonnes de matériel en couvrant au total un million de kilomètres. Sept groupements automobiles étaient ainsi à la tâche. Si l'on y ajoute les moyens organiques des armées, voitures sanitaires, etc., c'est un total de 8 000 véhicules qui se succédaient de Bar-le-Duc à Verdun. Pendant les mois de mars à juin 1916, le trafic mensuel a dépassé 500 000 tonnes et 400 000 hommes sans compter les 200 000 blessés évacués par le service sanitaire ». Jamais, tout au long de la guerre, un tel effort n'a été accompli si longtemps sur une seule et unique route.

## La Voie sacrée et la postérité
C'est Maurice Barrès qui lui trouve le nom de Voie Sacrée en avril 1916. 
Quant au système mis au point par le capitaine Doumenc, il est répété au cours du conflit. Sur la Somme, ce sont les transports automobiles qui font charge de tous les ravitaillements et de toutes les relèves.
En novembre 1917, pendant la bataille de Cambrai, le commandement français décide de porter des réserves derrière le front britannique ; en 24 heures est monté le déplacement de trois divisions sur 140 kilomètres.
En 1918, le service automobile joue un rôle de premier plan pour tenir tête aux différentes offensives de Ludendorff. Le nombre de camions ne cesse d'augmenter et en juillet 1918, le service automobile transporte le chiffre record de 1 200 000 tonnes de matériels et un million d'hommes. Les 170 véhicules automobiles en possession de l'armée française en août 1914 ne sont plus qu'un souvenir.
François Flameng, peintre officiel de l'armée a réalisé de nombreux croquis et dessins immortalisant ces lieux et qui parurent dans la revue L'Illustration.

## La mémorialisation d'après-guerre

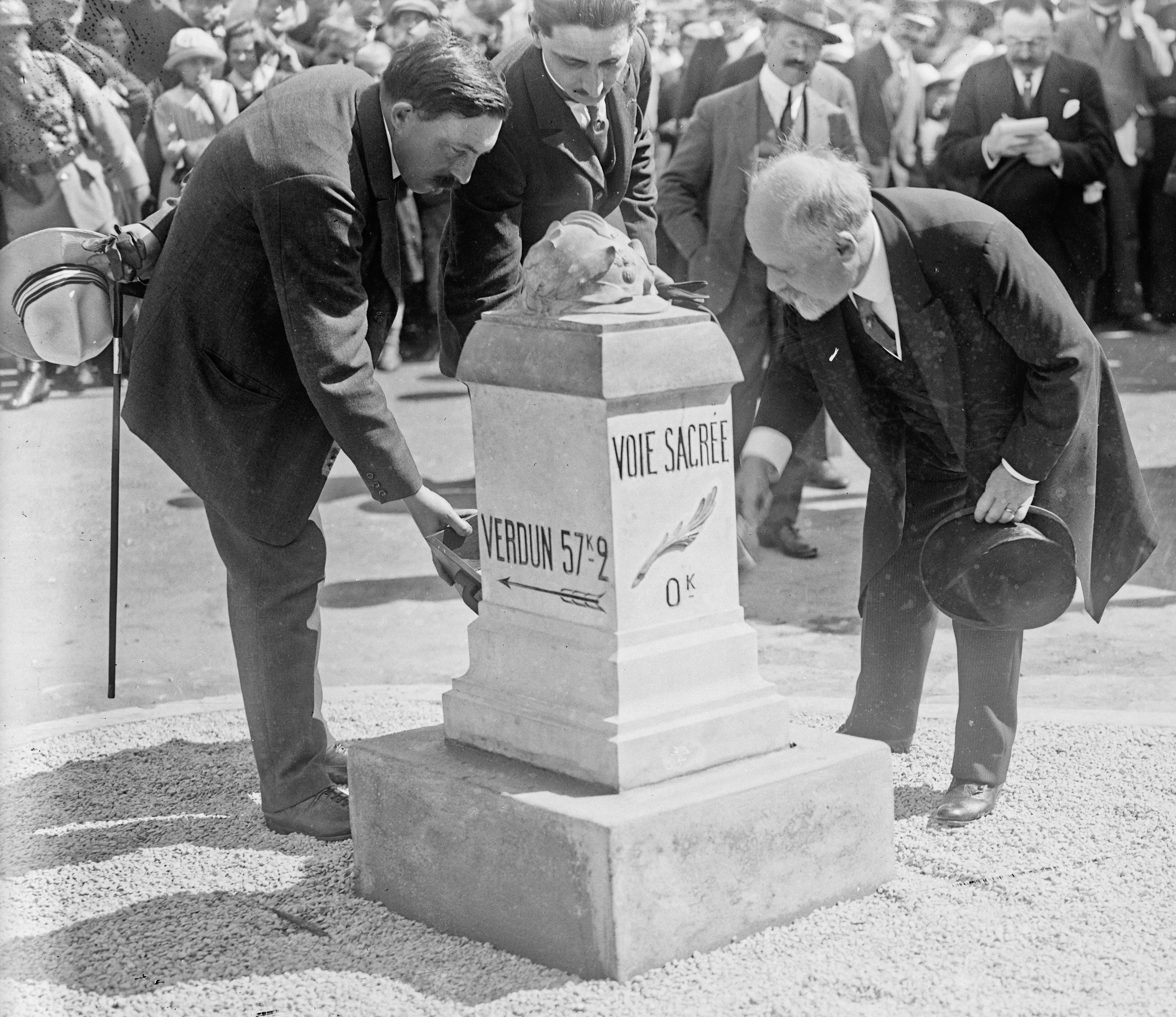
Inauguration de la Voie sacrée, 1re borne scellée par M. Poincaré

Outre le nom de Voie sacrée qui lui est attribué durant le conflit mondial, ce n'est pas le seul honneur qu'elle reçoit.
Une grande partie du parcours de la Voie sacrée, à savoir un tronçon de 57,2 kilomètres situé entre Bar-le-Duc et Verdun, est balisée d'une borne commémorative de grande dimension.   La borne d'origine est inaugurée par Raymond Poincaré (Président de la République) le 21 août 1922. La Voie sacrée est classée route nationale le 30 décembre 1923. 
En janvier 2006, la route a été déclassée en RD 1916. Néanmoins, un arrêté du 15 février 2007 a réaffirmé son nom de Voie sacrée nationale. Celle-ci est cependant entretenue et gérée par le département de la Meuse.
Dans les années 1960, le monument de la Voie sacrée est érigé sur le site du Moulin Brûlé.
En 2021, un tronçon du Varinot reconstruit à Bar-le-Duc reprend du service avec la locomotive Suzanne de 1890, restaurée par des bénévoles de 1992 à 2009.